# Stureplanscentern
Stureplanscentern är en avdelning inom stockholmsdistriktet av Centerpartiet som bildats efter riksdagsvalet 2006 för att markera bilden av Centerpartiet som ett modernt och liberalt parti. Uppgiften som avdelningen själv definierat är "att vara ett ideologiskt och liberalt flaggskepp inom Centerpartiet". Rent formellt bildades Stureplanscentern den 12 oktober 2006 och betecknades då som en politisk (till skillnad från en geografisk) centeravdelning.
Stureplanscentern håller sina möten kring Stureplan och har månatliga sammankomster. Talarverksamheten är omfattande och bland annat dessa har talat vid avdelningens talarkvällar: Gustav Andersson (C), landstingsråd Stockholms läns landsting; Andreas Carlgren (C), miljöminister; Robert Gidehag, VD Skattebetalarnas förening; Harry Bergman, advokat med fokus på spelfrågan; Åsa Keller, VD Homeaid; Dilsa Demirbag Sten, skribent och samhällsdebattör; Tove Lifvendahl, informationschef på Svenskt Näringsliv; Martin Ådahl (C), VD tankesmedjan Fores; Magnus Andersson (C), förbundsordförande CUF; Martin Borgs, konsult och samhällskommunikatör; Johan Norberg, liberal debattör och idéhistoriker.
Under 2007 bildades systeravdelningar till Stureplanscentern i Malmö under namnet Lilla Torgcentern och i Göteborg under namnet Avenycentern.
I november 2007 bildades en motsvarande avdelning för ungdomsförbundet, StureplansCUF. Den är däremot geografisk, och innefattar Östermalm och Lidingö.